# 查波错
查波错（藏語：བྲག་པོ་མཚོ།，威利转写：brag po mtsho，THL：Drakpo Tso）位于中国西藏自治区阿里地区改则县境内，地处改则县中部，查阿岔柔山西北，湖面海拔4505米，面积33.5平方公里。湖区气候寒冷干燥，年均气温-4℃，年均降水量100～150毫米。湖水主要依靠泉水流补给，集水区面积3115平方公里，补给系数86.7。

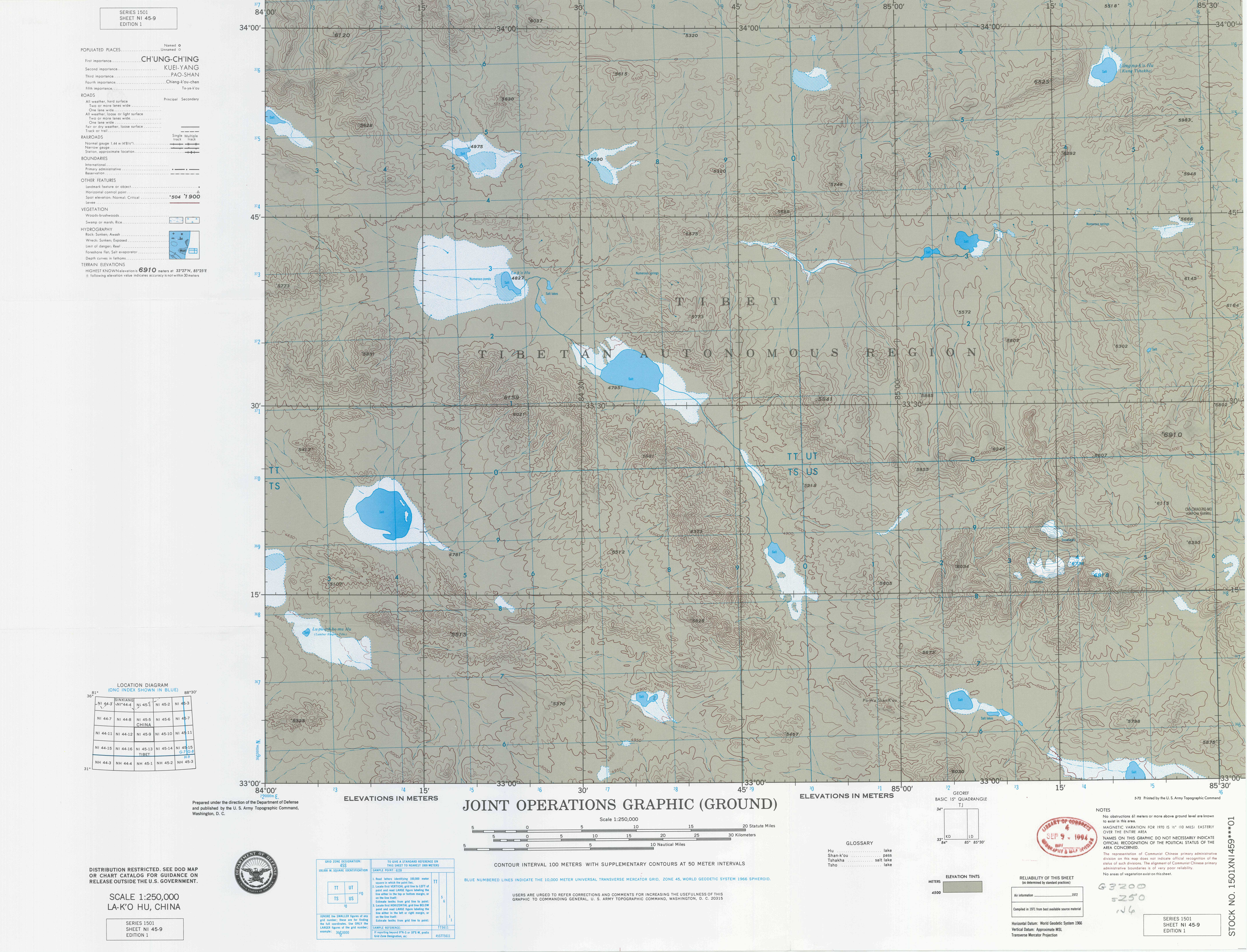
包括查波錯的地圖(ATC, 1971年)